# Аномалије зуба
Аномалије зуба представљају абнормалности у структури, облику, броју, положају и величини зуба или њиховом међусобном односу. Понекад је тешко направити разлику између аномалије и екстремне варијације у денталној морфологији. Узроци аномалија су поливалентни и обухватају генетичке факторе, различите метаболичке сметње у току развоја, деловање локалних штетних чинилаца, превремени губитак млечних зуба и слично.
Денталне аномалије се јављају веома ретко, и знатно чешће су присутне код зуба сталне дентиције. Најчешће се манифестују у периоду смене зуба (између шесте и осме године живота), али се могу јавити и пре извијања зуба или касније.
Важно је да се оне на време препознају и адекватно третирају, јер се временом аномалије мењају и постају све компликованије. Грана стоматологије која се бави растом и развојем зуба, вилица и структура лица и њиховим абнормалностима, се зове ортодонција. У збрињавање абнормалности укључују се и друге стоматолошке дисциплине у зависности од конкретног случаја и тежине аномалије.

## Класификација
Денталне аномалије се могу поделити на урођене и стечене. Прве настају под дејством различитих хередитарних фактора и на њих се тешко може утицати у прееруптивној фази развоја зуба. Стечене аномалије се јављају након избијања и оне се налазе у делокругу рада различитих грана клиничке стоматологије.

## Урођене аномалије
Урођене аномалије су везане за број, величину, облик, положај зуба и абнормалне калцификације и апозиције.

### Аномалије броја зуба
Абнормалан број зуба најчешће има конгениталну етиологију и настаје као резултат неког поремећаја у почетној фази развоја зуба. Може да се испољи као повећан или смањен број зуба, а у екстремним случајевима као потпуно одсуство свих зуба у усној дупљи.

#### Хипердонција
Прекобројни или споредни зуби (лат. hyperdontia) се могу јавити у обе дентиције и најчешће имају нормалан морфолошки изглед, али својим обликом и величином одударају од осталих зуба у вилици. Најчешће се јављају између горњих првих секутића или у области умњака. Понекад се среће и комбинација прекобројног зуба у једној класи зуба и делимични недостатак зуба у другој. Лекарска интервенција углавном подразумева вађење, јер хипердонција представља естетски недостатак и може да изазове поремећај оклузије. Када се прекобројни зуб извади, неопходно је ослобађање других зуба додатним уклањањем кости око њега.

#### Хиподонција
Урођени недостатак зуба се јавља код 5% популације. То је последица развојних поремећаја (агенезе), а не уклештења зуба. Углавном се јавља у сталној дентицији, а зуби који најчешће недостају су: горњи и доњи умњак, горњи други секутић и доњи други преткутњак. Због естетске дисхармоније коју условљавају недостајући зуби, лечење се састоји у изради фиксне зубне надокнаде.

#### Анодонција
Потпуни недостатак зуба се јавља веома ретко. Он је такође чешће присутан у сталној дентицији и настаје као последица ектодермалних поремећаја. Често су са овим поремећајем повезане и абнормалности косе, знојних и лојних жлезда итд.

### Аномалије у величини зуба
Сви зуби су међусобно различити по облику, величини и функцији. Ипак, они се међусобно допуњују и граде складан дентални лук. Аномалије у величини зуба су обично ограничене на један или више зуба из исте класе и настају као последица наследних поремећаја у развоју (стадијум звона).

#### Макродонција
Гигантизам или макродонција се јавља у две варијанте. Једна је права макродонција (лат. gigantismus hyperphysaria), која се одликује увећањем свих зуба и јавља се изузетно ретко. Лажна макродонција је чешћа појава и карактерише се увећањем појединачних зуба, најчешће секутића, очњака и доњих умњака. Макродонција може бити последица појачане функције хипофизе и паратиреоидне жлезде, алкохолизма и др.

#### Микродонција
Микродонција се јавља код млечних, сталних и прекобројних зуба. Такође се јавља у две форме. Права микродонција (лат. nonosomia hypophysaria) представља патуљаст раст свих зуба, а лажна микродонција обично погађа горње латералне секутиће и горње умњаке. Ако се ради о прекобројним зубима смањене величине, они се називају рудиментарни зуби.

### Аномалије у облику зуба
Као последица поремећаја морфодиференцијације и апозиције током развоја зуба, могу да се јаве абнормални облици круне и корена. Постоји неколико врста ових аномалија.

#### Тауродонтизам
Тауродонтизам је морфолошка неправилност зуба коју одликује издуживање круне и зубне шупљине у вертикалном смеру, a које прати скраћење коренова. Име ове аномалије потиче од грчких речи tauros (бик) и odous (зуб), јер се често среће код говеда. Величина зуба је обично нормална, а присуство абнормалности може да се види само на рендгенском снимку. Обично су погођени премолари и молари, а према степену изражајности аномалије разликују се три облика зуба: хипотауродонти, мезотауродонти и хипертауродонти.

#### Дилацерација
Ова аномалија представља искривљеност круне и корена. Могу да је узрокују повреда или притисак на подручје зуба у току његовог развоја. Најчешће су захваћени стални горњи централни секутићи.

#### Флексија
За разлику од дилацерације, флексија означава закривљеност само коренског дела. Пошто је закривљеност коренских структура релативно честа појава, под флексијом се подразумевају само екстремни случајеви ове појаве, дакле закривљења под веома оштрим углом.

#### Спојени зуби
У ову подгрупу денталних аномалија спадају: геминизација, фузија и конкресценција. Карактерише их спајање круничних и коренских структура, и веома ретко пулпне коморе. Углавном се среће код млечних зуба, а учесталост у популацији се креће између 0,5% и 2,5%.
Зуби близанци (лат. dentes geminati, shysodontia) настају непотпуним цепањем једне зубне клице у току развоја. Карактеришу се најчешће присуством једног корена и спојеним двема крунама, које су одвојене урезом. Најчешће се јавља код секутића и очњака сталне дентиције, а аномалија може бити присутна и код млечних зуба (посебно у доњој вилици).
Стопљени зуби настају као последица раног спајања њихових заметака. Делови се уједињују преко глеђи, дентина и ретко преко пулпе. Фузија се обично односи само на спајање коренских структура, али понекад могу бити удружени и круне и коренови. Често се среће код предњих млечних зуба. Геминизацију и фузију је тешко разликовати, па се за оба случаја користи израз „дупли зуб“ (лат. dens duplex).
Конкресценција (лат. dentes concreti) је неправилност која се огледа у спајању коренова два или више зуба. За разлику од фузије, овде је присутно срастање преко цемента након избијања зуба. Срастање пре завршеног обликовања коренова назива се правом, а након завршеног обликовања стеченом конкресценцијом. Ова аномалија се најчешће среће код сталних кутњака у горњој вилици. Приликом вађења конкресцентних зуба неопходна је хируршка интервенција.

#### Аномалије облика корена зуба
Ова подгрупа обухвата хиперцементозу, сегментиран и патуљаст корен.
Хиперцементоза представља појаву прекомерног цемента око коренских стабала и углавном се јавља код сталних кутњака. Има мултикаузалну етиологију и настаје након ницања. Може да узрокује трауму, инфекцију, разне локалне и системске сметње и поремећаје.
Сегментиран корен се одликује присуством два растављена дела (сегмента) корена, који се развијају независно један од другог. Сам поремећај почиње током развоја зуба преломом тзв. Хертвигове кошуљице.
Патуљаст корен се најчешће среће код предњих зуба, који мају нормалну круну и абнормално мали корен. Они су у раном узрасту подложни испадању, услед пасивне ерупције или обољења подршкних структура зуба.

#### Дисморфизам
Дисморфизам представља промену круне зуба, која није праћена присуством нових морфолошких елемената на њој. Тако се нпр. код очњака среће боље развијен туберкулум на оралној површини, због чега он личи на први преткутњак (премоларизација). Осим тога, и код доњих преткутњака лингвална квржица може бити подељена на два дела, због чега они личе на суседне моларе (моларизација). Поменуте варијације немају већи клинички значај.

#### Помоћне квржице
На крунама молара (посебно умњака) и понекад на крунама горњих предњих зуба могу се наћи помоћне квржице или туберкулуми. Најчешћа је тзв. Карабелијева квржица (лат. tuberculum anomale Carabelli), која се налази на палатиналној површини првог горњег сталног и другог горњег млечног молара. Када је присутна, ова квржица помаже фиксирање денталних лукова у положају централне оклузије. Иначе, оне представљају предилекционо место за развој каријеса (место где се он често јавља).

#### Помоћни коренови
Споредни или прекобројни коренови се јављају након ницања зуба и то најчешће на умњацима. Настају као последица разних траума и обољења, а у великој мери могу да искомпликују вађење зуба.

#### Аплазија
Аплазија или недостатак квржица је честа појава на оклузалним површинама бочних зуба. Најчешће недостају најмање квржице: лингвална квржица доњег првог премолара, палатодистална квржица горњих молара и дистална квржица доњег првог молара.

#### Глеђне перле
Перле, капљице или енамеломи глеђи настају као бенигни тумори у току ембриогенезе зуба. Касније они перзистирају као сферични чворићи на спољној површини, у пределу рачвања коренова. Састоје се од глеђи, која окружује дентинско језгро. Јавља се код 2% укупног броја људи.

#### Хачинсонови зуби
Ова аномалија настаје као последица конгениталног сифилиса или штетног деловања микроорганизма treponema palidum, који омета процес калцификације зубне клице. Погађа само сталне зубе и то централне секутиће и прве моларе. Круне секутића има бачваст изглед, а сечивни гребен показује полумесечасте урезе. Кутњаци имају облик сличан плоду дуда, са слабо развијеним квржицама и многобројним формацијама на површини глеђи. Основни проблем оваквих зуба је угрожена естетика.

#### Флугеров кутњак
Као последица конаталног сифилиса може да дође до промене морфолошког облика гризне површине првих сталних кутњака. Присутна су бројна удубљења и испупчења, тако да зуб личи на плод дуда или малине, па се назива и малинасти кутњак.

#### Фурнијеров зуб
Фурнијеров зуб се одликује циркуларним недостатком глеђи у близини гризне површине, а настаје као последица дефектног развоја зуба.

#### Инвагинација
Ово стање се одликује појавом једног зуба у другом, па их називају dens in dente, radix in radici, dens telescopes, dens invaginatus или дилатирани одонтом. Оно настаје као последица стапања два заметка, увлачења глеђног органа у подручје зубне папиле итд. Поменута аномалија се јасно може уочити на рендгенском снимку, али је стоматолози често занемарују. Ипак, ови зуби могу да реагују повременим болом, а настале јамице представљају предилекционо место за развој каријеса. Веома ретко се среће код бочних зуба, а најчешће су погођени горњи латерални секутићи.

### Аномалије у положају зуба
Ове абнормалности се одликују ницањем зуба на месту удаљеном од нормалног положаја. Због недостатка простора и редоследа ницања, ти зуби се позиционирају изван линије денталног лука, чиме стварају лош естетски утисак. Стога је неопходна ортодонтска терапија.

#### Ретенција (импакција)
У овом случају ради се о комплетно формираном зубном органу, који из одређених разлога не може да изникне (лат. impactio dentis completa) или је изникао само делимично (лат. impactio dentis incompleta s. retentio dentis). Обично је узрок неправилан положај зубне клице, несразмерна величина и развој вилице или прерани губитак млечног зуба. Јавља се код очњака, преткутњака и умњака.
Учесталост импактираних зуба се процењује на 15%. Њихов третман може бити усмерен ка очувању и потпомагању ницања зуба или пак ка његовом вађењу. Избор методе зависи од процене могућности ницања, старости пацијента, општег здравственог стања и присутних патолошких промена и симптома.

#### Стишњени зуби
Стишњени зуби настају услед несразмере између укупне ширине зуба и ширине одговарајуће вилице. Као резултат долази до тискања зуба који могу да заузму неправилан положај, што ствара естетску дисхармонију читавог денталног лука. Овакви зуби су често померени, ротирани и сл.

#### Ротација
Овај термин означава ротацију комплетно изниклог зуба око уздужне осе, а абнормалност може бити изражена у мањем или већем степену.

#### Ектопија (дистопија)
Услед недостатка простора за ницање зуба или притиска на зубну клицу у току одонтогенезе, могуће је да се јави малпозиција (неправилан положај) зуба у припадајућем денталном луку. У екстремним случајевима зуб може да буде локализован у максиларном синусу, носној дупљи, тврдом непцу или чак да се јави испод очног капка (хетеротопија зуба).

#### Транспозиција
Као последица инфекције, нерегуларне ресорпције коренова млечних зуба или неправилног положаја зубних клица у току развоја, може доћи до замене места суседних зуба у вилици. Најчешће горњи очњак замењује место са првим или другим премоларом. Ова аномалија може бити појединачна (лат. transpositio partialis) или генерализована (лат. transpositio totalis).

### Абнормалне калцификације и апозиције
Ова група аномалија настаје као последица поремећаја развоја глеђи и дентина током одонтогенезе и апозиционих процеса. Аномалије могу бити различитог интензитета и степена експресивности.

#### Глеђне дисплазије
Овде се убраја неколико развојних аномалија глеђи.
Глеђна хипоплазија настаје као последица поремећаја у току формирања глеђног матрикса и обично погађа аналогне чланове исте класе зуба.
Имперфектна амелогенеза се манифестује потпуним одсуством глеђи или присуством меке (недовољно сазреле) глеђи, што условљава велику подложност зуба каријесу.
Флуороза се одликује присуством беличастих мрља на глеђи и настаје као последица уношења великих количина флуора у току њене калцификације. Иако су овакви зуби отпорнији на каријес, поменутим процесом се смањује њихова структурна чврстина. Мрље настају као последица абнормалних ензимских система у одонтобластима.
Фокална хипоматурација се одликује присуством кредастобелих и непрозирних овалних подручја на лабијалној површини предњих зуба, који су веома подложни каријесу.
Турнерови зуби настају као последица упалних процеса у пределу врха корена млечних зуба, који тако ометају процес минерализације њихових сталних супституената. Као резултат настају хипопластичне промене на круни сталних зуба. Најчешће су погођени преткутњаци.

#### Дентинске дисплазије
Дентинске дисплазије настају услед поремећеног стварања дентинског матрикса и његове минерализације, и веома су сличне дисплазијама глеђи.
Имперфектна дентиногенеза је наследне природе и манифестује се у виду неестетских круна плавичасте боје ("шарени дентин"). У овом случају је глеђ нормално развијена, али пошто недостаје дентинска подлога зуби су осетљиви на механичка напрезања.
Тетрациклински зуби настају услед употребе антибиотика из групе тетрациклина у току трудноће или у постнаталном периоду. Као последица настају жућкасти зуби који временом мењају боју у сиву или љубичасту, што представља велики естетски недостатак.

## Стечене аномалије
Стечене аномалије представљају основну патологију стоматогнатог система и овде се убрајају: малоклузије, преломи, ерозије и патолошка абразија.

### Малоклузија
Малоклузија (лат. malocclusio) је углавном наследни поремећај у коме горњи и доњи зуби не пристају својим квржицама тачно једни на друге, јер зуби при расту заузимају абнормалан положај и не могу несметано да обављају своју функцију. Понекад је због малоклузије доња вилица померена у односу на горњу, што ствара болове у виличном зглобу или доводи до његовог оштећења.
Специјалиста за ортодонцију може да исправи овај недостатак примењујући трајан благи притисак на зубе уз помоћ денталних протеза (ортодонтских апарата). То доводи до ресорпције алвеоларне кости на компримованој страни зуба и стварања нове кости на страни његовог затезања. На тај начин се зуб постепено помера у нормалан положај.
Узимајући као референтан однос горњих и доњих првих молара у завршном оклузионом положају мандибуле, Едвард Англе (који се сматра оцем модерне ортодонције) је 1899. године извршио поделу међусобног односа денталних лукова и малоклузија у три класе.

### Преломи
Преломи зуба (лат. fractura dentis) су последица трауматске повреде и настају под дејством јаке директне или индиректне силе. Овим повредама су знатно подложнији предњи зуби, поготово они у горњој вилици. Најучесталије су у добу између 8. и 12. године живота. Преломи се деле на екстраалвеоларне (круничне), интраалвеоларне (коренске) и комплетне преломе. Исто тако постоји подела на непотпуне и потпуне преломе у односу на пулпу.
У зависности од дела зуба који је повређен срећу се различите клиничке слике, али се применом адекватне терапије такви зуби могу сачувати.

### Ерозије
Ерозије или клинасти дефекти (лат. erosiones cuneiformes) се најчешће јављају на лабијалним површинама предњих зуба и преткутњака, у пределу глеђно-дентинског споја. То су полумесечаста удубљења жуте или сиве боје, отпорна на каријес. Ипак, понекад могу изазвати спорадичан бол, па захтевају лекарску интервенцију.

### Патолошка абразија
Патолошка абразија (лат. abrasio dentis) је процес који настаје услед прекомерног трошења зуба и може да се јави у свим правцима. Јавља се као физиолошка и патолошка абразија (у случају прекомерног трошења). Такво стање доводи до нарушавања зубика и поремећаја у међувиличним односима, и обично се санира у оквиру стоматолошке протетике.

## Лечење
У терапији денталних аномалија обично учествује тим лекара специјалиста, зависно од врсте и тежине конкретног случаја. Најчешће процену стања и планирање терапије врши ортодонт након анамнезе, клиничког прегледа, анализе денталног модела и додатних дијагностичких поступака (рендгенских снимака и сл). Остале дисциплине које се укључују у лечење аномалија су: орална и максилофацијална хирургија, протетика, имплантологија и др.

### Ортодонтска терапија
Велики број аномалија се успешно санира у оквиру ортодонције То је клиничка специјалистичка грана стоматологије које се бави растом и развојем зуба, вилица и дентофацијалног комплекса, и исправњањем неправилног положаја зуба и лоших међувиличних односа.
Лечење се започиње најчешће у узрасту од 7-8 година, када са ницањем сталних зуба, ове абнормалности постану видљиве. Само у изузетним и тежим случајевима третман може почети раније. У раном узрасту (до тринаесте године) третман се спроводи покретним плочастим или функционалним апаратима, који се носе неколико сати дневно и током целе ноћи. За ефикасније деловање може се употребити и фиксни ортодонтски апарат, који се ставља на сталне зубе и који знатно скраћује укупно време ношења протезе.
Разлика између фиксних и мобилних апарата је у јачини механичких сила које исправљају зубе, врсти жице, прецизности и брзини исправљања аномалије. Мобилна протеза коју корисник сам вади препоручује се млађој деци када су у питању мање аномалије, док се фиксна обично препоручује код формираних аномалија са већим неправилностима зуба, и кад мобилна протеза не може да пружи задовољавајуће ефекте.
Период ношења апарата се обично дели на активни и ретенциони период. У активном периоду се врши благо померање зуба у жељену (исправну) позицију. Овај период траје највише 2 године. Када су зуби доведени у жељену позицију започиње се фаза ретенције која има за циљ да задржи зубе у измењеном положају.
Изразито тешки поремећаји захтевају сарадњу ортодонта, максилофацијалног хирурга, протетичара и других специјалиста, и овакве терапије се често завршавају тек у одраслом добу пацијента.

### Хируршки поступци
У склопу ортодонтског лечења често је индикована примена разних оралнохируршких поступака, како пре тако и у току терапије. У ту сврху се најчешће изводе следећи поступци:
- вађење сталних и млечних зуба,
- профилактичко вађење клица неизниклих умњака - „жермектомија“,
- френектомија у циљу корекције дијастеме (размака) сталних зуба,
- уклањање сметњи за ницање зуба,
- хируршко ослобађање круне импактираног зуба итд.[2]